# Валерия (певица)
Вале́рия (полное имя — Вале́рия Ю́рьевна Перфи́лова; имя при рождении — А́лла; род. 17 апреля 1968, Аткарск, Саратовская область, СССР) — советская и российская эстрадная певица, выпускница Аткарского музыкального вуза (1985), победительница музыкального проекта 1-го канала Останкино «Утренняя звезда» (1992), ученица и выпускница Московского Гнесинского института (1995—2000), Заслуженная артистка России (2005), актриса и телеведущая, народная артистка России (2013), народная артистка Чеченской (2017) и Кабардино-Балкарской (2018) республик. Народная артистка ПМР (2016).
Лауреат музыкальной премии «Золотой граммофон», фестиваля «Песня года» и других.

## Биография
Родилась 17 апреля 1968 года в городе Аткарске Саратовской области. Вступила в комсомол, своим героем при этом назвала Любовь Шевцову (активную участницу подпольной антифашистской организации «Молодая гвардия»), объяснив это тем, что «она артистка». Окончила Аткарскую музыкальную школу, в которой работали её родители: отец — директором, а мать — преподавателем по фортепиано.

### Начало творческой деятельности
В 1985 году Алла Перфилова пела в ансамбле Аткарского ДК, которым руководил её дядя Владимир Зотов, выступала в Саратове на областном конкурсе ВИА, пела в хоре. Мать Галина хотела, чтобы Перфилова стала учительницей истории. В 1985 году она познакомилась с музыкантом Леонидом Ярошевским, который берёт Перфилову в свой ансамбль и обещал помочь поступить в Государственный музыкально-педагогический институт имени Гнесиных.
В 1985 году приехала в Москву, поступила в класс эстрадного вокала института имени Гнесиных на заочное отделение, который окончила в 1990 году. Эстрадному мастерству обучалась у Иосифа Кобзона и Гелены Великановой. Во время обучения Перфилова и Ярошевский работали в Саратовской филармонии, потом в ресторане. Ей предложили петь в группе «Комбинация», но она отказалась.
Летом 1987 года Перфилова прошла отборочный тур на конкурс эстрадной песни Юрмала, который проходил в Свердловске. Она вышла в финал конкурса, но во второй тур не прошла. В том 1987 году состоялась свадьба Перфиловой и Ярошевского, были гастроли — Минеральные воды, Сочи, Крым, как свадебное путешествие. Переехали в Москву, работали в баре у театра на Таганке.

### Сольная карьера
В 1991 году Перфилова познакомилась с Александром Шульгиным, вместе они придумали псевдоним Валерия.
В 1992 году Валерия записала свой первый англоязычный альбом «The Taiga Symphony» на музыку Виталия Бондарчука и тексты Ричарда Найлса. Параллельно с записью англоязычного альбома, по заказу фирмы «Olympia disk», записала альбом русских романсов «Побудь со мной».
В начале своей творческой деятельности Валерия приняла участие в ряде конкурсов молодых исполнителей. В 1992 году она стала победительницей телевизионного конкурса «Утренняя звезда», международного конкурса «Братиславская лира» и получила приз зрительских симпатий на конкурсе «Юрмала-92».
По итогам 1993 года решением печатного органа Союза журналистов России Валерии было присуждено звание «Человек года».
В 1993 году совместно с Шульгиным — вторым мужем, продюсером и автором песен, а также музыкантами группы «СВ» приступила к работе над новым альбомом. В конце декабря 1995 года выпустила сингл «Моя Москва».
В 1995 году вышел дебютный альбом «Анна», занявший лидирующие позиции в хит-парадах продаж и плейлистах радиостанций России. На песни «Самолет», «С добрым утром!», «Москва слезам не верит» ведущими российскими клипмейкерами были сняты видеоклипы. Ролики «С добрым утром!», «Самолёт» в 1996 году произвели фурор оригинальными идеями и техническим воплощением и стали победителем регионального конкурса МТV, проведенного в рамках третьего международного фестиваля «Поколение».
Премьера концертной программы «Анна» состоялась 3 декабря 1994 года в Киеве, через несколько дней состоялся аншлаговый концерт в БКЗ «Октябрьский» в Санкт-Петербурге. 26 мая 1995 года Валерия представила программу в ДК «Горбунова». Это был единственный открытый сольный концерт Валерии в Москве. Концертная программа состояла из песен из альбома «Анна», а также в неё были включены русские романсы и несколько англоязычным композиций. В 1997 году закончила работу над альбомом «Фамилия, часть 1». На три песни из альбома сняты видеоролики «Ночь нежна», «Пополам» и «Жаль». Премьера концертной программы «Фамилия» прошла 7 и 8 декабря 1996 года в БКЗ «Октябрьский».

«Та эпоха была очень благодатной для творчества, для самых разных музыкальных экспериментов. Я помню, мы слушали альбомы друг друга, а потом слушали западные пластинки и уже почти не слышали разницы. Думали: „Вот ещё немножко, и у нас будет, как там, у нас сейчас всё будет круто“. Потому что действительно очень много интересного выходило. В тот же период времени Лёня Агутин появился, Алёна Свиридова, Володя Пресняков. И мы наслаждались и радовались друг за друга, понимали, что мы начинаем формировать что-то мощное и интересное. И действительно самым разным песням находилось место на радио и на телевидении, не было такого чёткого деления на форматы».— Валерия.
С 1996 по 1998 год преподавала в музыкальной академии им. Гнесиных.
27 июля 2000 года в Будда Баре состоялась презентация «Первого INTERNET альбома». Представление альбома в сети состоялось за день до официального релиза.
18 и 19 сентября 2001 года состоялась премьера альбома Валерии «Глаза цвета неба», куда вошли композиции «Ты где-то там», «Таю», «Рига-Москва», «Не обижай меня», в канун релиза которого прошли сольные концерты на площадке Государственного центрального концертного зала «Россия». Самые дорогие билеты были раскуплены более чем за неделю до даты премьеры. 6 песен из этого альбома были лауреатами «Песни года», на музыкальном фестивале CoverDesign-2004 графический комплекс «Глаза цвета неба» занял первое место в соответствующей номинации, на 9 песен из альбома были сняты видеоклипы.
В последующие годы были выпущены такие альбомы, как «Самое лучшее», макси-синглы «Метелица» и «Рига — Москва».
В начале 2002 года Валерия покинула шоу-бизнес по причине разногласий со своим продюсером и вернулась в Аткарск. В апреле 2003 года решением суда контракт между певицей Валерией и Александром Шульгиным был расторгнут.
7 апреля 2003 года подписала контракт с продюсером Иосифом Пригожиным и его компанией «Нокс Мьюзик». 5 июня на церемонии вручения Национальной премии в области популярной музыки «Муз-ТВ 2003» в спорткомплексе «Олимпийском» Валерия вернулась на сцену, выступив на церемонии с песней «Была любовь». 8 октября 2003 года в России вышел новый альбом Валерии «Страна любви». Чуть позже в Государственном Кремлёвском Дворце Валерия представила сольную программу «Страна любви».
В 2004 году Валерия стала обладательницей премий «Муз-ТВ» и «MTV Russia Music Awards» в номинации «Лучшая исполнительница». Позже певица получила четыре премии «Золотой граммофон» и премию «MTV RMA» за «Лучшую песню».
В 2005 году указом Президента РФ от 25 октября Валерии было присвоено почётное звание «Заслуженная артистка Российской Федерации». В августе 2005 певица занимала 9-е место в рейтинге журнала «Forbes» среди 50-ти самых высокооплачиваемых российских деятелей кино, спорта, литературы и музыки.
Была лицом рекламных кампаний ряда международных торговых марок. Обладательница собственной линии духов и ювелирных украшений «De Leri».
В апреле 2006 года вышел альбом «Нежность моя». В сентябре Валерия отправилась в турне в поддержку альбома, в рамках которого дала ряд концертов в России и за её пределами. В ноябре 2006 года прошёл сольный концерт Валерии в спорткомплексе «Олимпийский» в Москве. В этом же году вышла автобиографическая книга «И жизнь, и слёзы, и любовь» 200-тысячным тиражом.
В декабре 2007 года объявила о прекращении гастрольной деятельности в России и переходе на западный рынок.
В марте 2008 года выпустила новый альбом «Out of Control» («Неподконтрольно»), в создании которого приняли участие Рэй Сент-Джон, Дэвид Ричардс, Шанталь Кревязук, а также Франческа Эшлиманн, Джордж де Анджелис и Сергей Галоян. Сведением альбома занимался Саймон Горджерли. Одним из треков стала кавер-версия «Stayin alive» группы «Bee Gees», которую Валерия исполнила вместе с автором Робином Гиббом.
Осенью 2008 года состоялась премьера клипа на песню «Боль! (Счастье на части)», в англоязычной версии — «Wild» (режиссёр — Алан Бадоев).
12 августа 2008 года Валерия была назначена послом Доброй воли МОМ (Международная организация по вопросам миграции, ООН).
18 января 2009 года вместе с Сергеем Лазаревым представила Россию на открытии профессиональной музыкальной выставки «Midem» в Каннах. Она исполнила несколько песен из своего англоязычного альбома «Out of Control», завершив выступление песней «Padam» из репертуара Эдит Пиаф.
Март — апрель 2009 года — приняла участие в гастрольном туре группы «Simply Red» по Великобритании; В начале марта приняла участие в национальном отборе на Евровидение 2009 с песней «Back to love» заняв на отборе второе место; 30 апреля состоялся их совместный концерт в Государственном Кремлёвском дворце в Москве. Сингл «Wild!» занимал высокие строчки хит-парада клубной музыки по данным американского издания «Billboard». 4 мая — релиз альбома «Out of Control» в Великобритании, 5 мая — презентация в посольстве РФ в Великобритании.
С 2012 по 2018 годы являлась членом Совета при Президенте России по культуре и искусству.
Приглашалась в жюри Международного конкурса молодых исполнителей популярной музыки «Новая волна».
12 декабря в Санкт-Петербурге и 17 декабря 2015 года в Москве представила новую концертную программу «Можно я побуду счастливой». В 2016 году вышел 17-й студийный альбом «Океаны».
9 октября 2017 года Валерии было присвоено почётное звание «Народный артист Чеченской Республики». Награду певице вручил Рамзан Кадыров. Годом позже — 7 сентября 2019 — она стала «Народным артистом Кабардино-Балкарской Республики».
В 2019 году вышел совместный дуэт с Назимой — композиция «Тысячи историй».
В 2020 году стала членом жюри музыкального шоу «Маска» на телеканале «НТВ».
В 2022 году стала членом жюри второго сезона музыкального шоу «Ты супер! 60+» на телеканале «НТВ».
В 2023 году участвовала во втором сезоне телешоу «Аватар» на телеканале «НТВ», где управляла аватаром «Огненная Ворожея».
В 2025 году стало известно, что 17 апреля выйдет прощальный альбом певицы, в честь 40-летия сольной карьеры и после выхода прощального альбома певица завершает свою карьеру.

## Благотворительность
9 января 2009 года по приглашению Робина Гибба принимала участие в благотворительном концерте в «Battersea Evolution» вместе с Melanie C, Level 42, Atomic Kitten и Bill Wyman.

## Взгляды и публичные высказывания
6 февраля 2012 года была официально зарегистрирована как доверенное лицо кандидата в Президенты РФ Владимира Путина. Своё отношение к власти певица позже описала так: «Я — человек со сложившейся гражданской позицией и уверена, что в России пока нет человека, который бы справился с президентскими обязанностями лучше, чем В. В. Путин. И не правы те, кто считает, что меня купили или подговорили».
Летом 2012 года высказалась за наказание участниц группы «Pussy Riot» за акцию в Храме Христа Спасителя: «…наказать надо ощутимо, чтобы не просто штраф, который успешно оплатят их сторонники, для которых это копейки, а так, чтобы другим было неповадно». Девушек она назвала «уличными хулиганками» и заявила, что возмущена их поступком. Кроме того, Валерия выразила отрицательное отношение к поддержке «Pussy Riot» со стороны мировых знаменитостей.
Рекламируя в 2008 году свой англоязычный альбом «Out of Control», Валерия появилась в видеоролике со слоганом «Я люблю Pink News» для одноимённого британского ЛГБТ-портала. Однако в последовавшем за этим интервью тому же изданию она заявила, что не хочет быть «гей-иконой» и ничего не знает о проблемах гомосексуалов в России, в частности о запрете правозащитных акций в Москве. В декабре 2012 года вместе с другими деятелями шоу-бизнеса и спорта подписала письмо в адрес президента и премьер-министра РФ с призывом досрочно прекратить полномочия известного рядом скандальных инициатив депутата Законодательного собрания Санкт-Петербурга Виталия Милонова. В июне 2013 года певица поддержала принятие закона о запрете так называемой «пропаганды нетрадиционных сексуальных отношений» и назвала гомосексуальность «биологически неоправданной ориентацией».
В марте 2014 года Министерство культуры РФ опубликовало на своём сайте документ «Деятели культуры России — в поддержку позиции президента по Украине и Крыму». Среди его подписантов были Валерия и Иосиф Пригожин. В августе 2016 года Иосиф Пригожин отрицал подписание им и супругой какого-либо документа на эту тему, заявив «мы не поддерживали никакие агрессии, никакие аннексии», по его словам, их только устно спросили про отношение к референдуму.
В 2018 году была доверенным лицом кандидата в мэры Москвы Сергея Собянина. В 2018 году была доверенным лицом Владимира Путина на президентских выборах.
18 марта 2022 года выступила в «Лужниках» на митинге-концерте в честь годовщины аннексии Крыма под названием «Zа мир без нацизма! Zа Россию! Zа Президента».

### Санкции
В июле 2014 года Валерия, а также Иосиф Кобзон и Олег Газманов попали в чёрный список министерства иностранных дел Латвии, так как они «агрессивно поддерживали аннексию Крыма» и неуважительно отзывались о действиях властей Украины. В ноябре Валерия написала письмо президенту Латвии Андрису Берзиньшу на латышском языке с просьбой дать оценку действиям министра иностранных дел Эдгарса Ринкевичса и отменить решение о запрете въезда на территорию страны.
Украинские активисты обвиняли Валерию и Кобзона в «открытой поддержке террористических организаций — „ДНР“ и „ЛНР“, против лидеров которых введены санкции Евросоюза». 1 декабря Берзиньш направил ответ на письмо, сообщив, что если министр изменит своё решение — то президент может сократить или отменить действующий запрет.
7 января 2023 года, на фоне вторжения России на Украину, Валерия была внесена в санкционный список Украины за «роль в российской пропаганде». 20 июля 2023 года внесена в санкционный список Канады против «лиц использующих свое искусство для пропаганды вторжения России в Украину». Также была внесена ФБК в список коррупционеров и разжигателей войны за участие в концертах в поддержку войны с Украиной.

## Семья
Отец — Юрий Иванович Перфилов (24 июня 1944 — 22 ноября 2009, умер после стентирования сосудов сердца), работал директором музыкальной школы Аткарска, играл на баяне, был концертмейстером Русского народного хора, в первой половине 1990-х годов создал духовой оркестр «Возрождение», в котором был дирижёром; после его смерти оркестр носит его имя.
Мать — Галина Николаевна Перфилова (в девичестве — Никитина) (род. 27 апреля 1938), преподаватель музыкальной школы Аткарска по фортепиано.
Первый муж — Леонид Ярошевский (род. 1 июня 1960), музыкант; вместе с ним Валерия приехала из Саратова поступать в Институт Гнесиных.
Второй муж — Александр Шульгин (род. 25 августа 1964), продюсер. Развелись в середине февраля 2002 года.
Дочь Анна (Шена, род. 21 июня 1993) — певица, телеведущая и актриса. Сын Артемий (род. 25 августа 1994). Продюсер, предприниматель, режиссёр. Женат на Наталье Коренной (с 8 июля 2019 года). Сын Арсений (род. 8 ноября 1998). В 16-летнем возрасте встречался со Стефанией Маликовой, дочерью певца и пианиста Дмитрия Маликова. В июле 2020 года сделал предложение Лиане Волковой. Свадьба состоялась в августе того же года. 1 января 2021 года родилась дочь Селин. 23 апреля 2025 года родился сын Мирон.
Третий муж (с 2004 года) — Иосиф Пригожин (род. 2 апреля 1969), продюсер.

## Творчество

### Альбомы
Ниже перечислены альбомы Валерии, соответствующие официальной дискографии певицы.
| Год  | Название                                        | Комментарий |
| ---- | ----------------------------------------------- | --- |
| 1992 | «The Taiga Symphony»                            | 1-й англоязычный альбом. Студийный Лейбл «Shulgin Records» |
| 1992 | «Stay with Me» («Побудь со мной»)               | 2-й альбом. Студийный. Альбом русских романсов в современной обработке. Был написан по заказу английской фирмы «Olimpia disk» Лейбл «Ладъ» |
| 1994 | «Моя Москва»                                    | CD-single Лейбл «Rec Records» |
| 1995 | «Анна»                                          | 3-й альбом. Студийный. Получил своё название в честь появления на свет первенца Валерии — дочери Анны Лейбл «Rec Records» |
| 1997 | «Фамилия. Часть 1»                              | 4-й альбом. Студийный. В работе над ним приняли участие: Николай Дивлет-Кильдеев (гитара), Александр Солич (бас-гитара), Александр Дулов (гитара), Леонид Гусев (барабаны) Лейбл «Rec Records», «Shulgin Records»                                                       |
| 1999 | «Самое лучшее»                                  | 5-й альбом. В него вошли все лучшие песни певицы, а также новая композиция «Ты где-то там» Лейбл «Фамилия Энтертейнмент», «Фамилия Паблишинг» |
| 2000 | «Первый Internet альбом»                        | 6-й альбом. Представление альбома состоялось в сети за день до официального релиза Лейбл «Фамилия Энтертейнмент», «Фамилия Паблишинг» |
| 2000 | «Метелица»                                      | Сингл. Вышел на компакт-диске и компакт-кассете Лейбл «Фамилия Энтертейнмент», «Фамилия Паблишинг» |
| 2000 | «Рига — Москва»                                 | Сингл. Вышел на компакт-диске и компакт-кассете Лейбл «Фамилия Энтертейнмент», «Фамилия Паблишинг» |
| 2001 | «Глаза цвета неба»                              | 7-й альбом. Студийный. Вышел 17.09.2001. 6 песен из альбома были лауреатами «Песни Года», оформление пластинки считалось лучшей дизайнерской концепцией своего времени, на 9 песен из альбома были сняты видеоклипы. Лейбл «Фамилия Энтертейнмент», «Фамилия Паблишинг» |
| 2003 | «Страна любви»                                  | 8-й альбом. Студийный. |
| 2006 | «Нежность моя»                                  | 9-й альбом. Студийный. |
| 2008 | «Неподконтрольно / Out of Control»              | 10-й альбом. Студийный. |
| 2009 | «Out of Control (UK Edition)»                   | 11-й альбом. Релиз состоялся 4 мая 2009 года в Великобритании |
| 2010 | «Во мне моя любовь»                             | 12-й альбом. Студийный. |
| 2010 | «Песни, которые вы полюбили. Best of 2003—2010» | 13-й альбом. |
| 2012 | «Русские романсы и золотые шлягеры XX века»     | 14-й альбом. |
| 2013 | «По серпантину»                                 | 15-й альбом. Студийный. |
| 2015 | «Это время любви»                               | 16-й альбом. |
| 2016 | «Океаны»                                        | 17-й альбом. Студийный. |
| 2017 | «К солнцу»                                      | 18-й альбом. Студийный. |
| 2025 | «Исцелю»                                        | 19-й студийный. Последний альбом в карьере певицы. |

### Трибьюты
- Трибьют Валерии (2023).

### Синглы
- 1992 — «The Sky Belongs to Me»
- 1992 — «Stay With Me» («Побудь со мной»)
- 1992 — «Цветы»
- 1994 — «Обычные дела»
- 1995 — «Моя Москва»
- 1995 — «Самолёт»
- 1995 — «С добрым утром!»
- 1995 — «Москва слезам не верит»
- 1997 — «Ночь нежна»
- 1997 — «Пополам»
- 1997 — «О том, что было»
- 1997 — «Жаль»
- 1999 — «Ты где-то там»
- 2000 — «Рига — Москва»
- 2000 — «Метелица»
- 2000 — «Не обижай меня»
- 2001 — «Таю»
- 2001 — «Не обманывай»
- 2001 — «Больше чем жизнь»
- 2001 — «Мальчики не плачут»
- 2003 — «Была любовь»
- 2003 — «Часики»
- 2003 — «Чёрно-белый цвет»
- 2004 — «Обо мне вспоминай»
- 2004 — «Радуга-дуга»
- 2004 — «Отпусти меня»
- 2004 — «Перелей вода»
- 2004 — «Ты грустишь» (Валерия и Стас Пьеха)
- 2005 — «Маленький самолёт»
- 2005 — «Ключики»
- 2005 — «Расставание» (Валерия и Стас Пьеха)
- 2006 — «Нежность моя»
- 2006 — «Я лечу»
- 2006 — «От разлуки до любви»
- 2006 — «Просто так»
- 2006 — «За минуту до снега» (Валерия и Олег Газманов)
- 2007 — «Оправдаешь ли ты» (OST «Три дня в Одессе»)
- 2007 — «Мы вместе/Romantic»
- 2007 — «Break it all/Разрушить любовь»
- 2007 — «Человек дождя» (OST «Родные Люди»)
- 2008 — «The Party’s Over»
- 2008 — «Wild!/Боль!»
- 2008 — «Stayin' Alive» (Валерия и Робин Гибб)
- 2009 — «Никто, как ты»
- 2009 — «Back to Love/По дороге любви/Le Chemin de l’Amour»
- 2009 — «Меняемся игрушками»
- 2009 — «Капелькою»
- 2009 — «Птица-разлука»
- 2010 — «All That I Want»
- 2010 — «Жди меня»
- 2011 — «Until You Love You»
- 2011 — «Подруга»
- 2011 — «Сохранив любовь» (дуэт с Николаем Басковым)
- 2011 — «Я тебя отпустила»
- 2011 — «По серпантину»
- 2012 — «Я буду ждать тебя»
- 2013 — «Не теряй меня» (дуэт с Валерием Меладзе)
- 2014 — «Мой любимый» (Чашка чая)[93]
- 2014 — «Сердце из стекла» (дуэт с Русланом Алехно)
- 2014 — «Мой любимый»
- 2014 — «Это время любви»
- 2014 — «Ты моя» (дуэт с дочерью Анной Шульгиной)
- 2015 — «Забывай меня»
- 2015 — «Формула счастья»
- 2015 — «Сильные женщины»
- 2016 — «Тело хочет любви»
- 2016 — «Океаны»
- 2016 — «Любовь не продаётся» (дуэт с Кристиной Орбакайте)
- 2016 — «За минуту до снега» (дуэт с Олегом Газмановым)
- 2017 — «Микроинфаркты»
- 2017 — «Свет моих глаз»
- 2017 — «Сердце разорвано»
- 2018 — «Ах, мама»
- 2018 — «Любовь и боль»
- 2018 — «Часики» (дуэт с Егором Кридом)
- 2018 — «Поставь эту песню ещё раз» (2018 Version)
- 2018 — «Я лечу за тобой» (OST «Пришелец»)
- 2019 — «Верни мне надежду»
- 2019 — «Мы не похожи»
- 2019 — «Нет шанса»
- 2019 — «Тысячи историй» (дуэт с Наzимой)
- 2020 — «До предела» (дуэт с Максимом Фадеевым)
- 2020 — «Возложите на море венки» (дуэт с Игорем Николаевым)
- 2020 — «Капелькою» (дуэт с Artik & Asti)
- 2020 — «Пьяная»
- 2021 — «Я тебя не простила»
- 2021 — «Теряю сознание»
- 2021 — «Пью до дна» (дуэт с Moneyken)
- 2021 — «Любовь побеждает всё» (дуэт с Юсифом Эйвазовым)
- 2022 — «Синица»
- 2022 — «Чтобы всё было хорошо»
- 2022 — «Простая причина» (дуэт с Karina)
- 2022 — «Потеряла сердце»

## Чарты
| Год  | Название                                 | Чарты | Чарты                  | Чарты                        | Чарты                | Чарты  | Чарты         | Альбом              |
| Год  | Название                                 | RUS   | Moscow Airplay Top 100 | Sp.Peterburg Airplay Top 100 | Kiev Airplay Top 100 | Latvia | Годовой общий | Альбом              |
| ---- | ---------------------------------------- | ----- | ---------------------- | ---------------------------- | -------------------- | ------ | ------------- | ------------------- |
| 2003 | «Была любовь»                            | -     | -                      | -                            | -                    | 14     | -             | «Страна Любви»      |
| 2003 | «Часики»                                 | -     | -                      | -                            | -                    | 4      | -             | «Страна Любви»      |
| 2003 | «Чёрно-белый цвет»                       | 20    | -                      | -                            | -                    | 18     | 198           | «Страна Любви»      |
| 2004 | «Обо мне вспоминай»                      | 22    | -                      | -                            | -                    | -      | 139           | «Страна Любви»      |
| 2004 | «Перелей вода»                           | 30    | -                      | -                            | -                    | 21     | -             | «Страна Любви»      |
| 2004 | «Ты грустишь» (feat. Стас Пьеха)         | 1     | 11                     | -                            | -                    | 4      | 16            | «Страна Любви»      |
| 2005 | «Маленький самолёт»                      | 2     | 10                     | -                            | -                    | 9      | 30            | «Нежность моя»      |
| 2005 | «Ключики»                                | 11    | 14                     | -                            | -                    | 10     | 69            | «Нежность моя»      |
| 2005 | «Расставание» (feat. Стас Пьеха)         | 15    | 55                     | -                            | -                    | 6      | 160           | «Нежность моя»      |
| 2006 | «Нежность моя»                           | 1     | 1                      | -                            | -                    | 5      | 7             | «Нежность моя»      |
| 2006 | «Я Лечу»                                 | 1     | 2                      | -                            | -                    | 15     | 19            | «Нежность моя»      |
| 2006 | "От разлуки до любви "                   | 9     | 8                      | -                            | -                    | -      | 162           | «Нежность моя»      |
| 2006 | «Просто так»                             | 32    | 44                     | -                            | -                    | -      | 183           | «Нежность моя»      |
| 2007 | «Мы вместе»                              | 4     | 8                      | -                            | -                    | 6      | 16            | «Неподконтрольно»   |
| 2007 | «Разрушить любовь» («Break it All»)      | 10    | 22                     | -                            | -                    | 27     | 131           | «Неподконтрольно»   |
| 2008 | «Человек дождя»                          | 7     | 17                     | 11                           | 14                   | 14     | 42            | «Неподконтрольно»   |
| 2008 | «The Party’s Over»                       | 112   | -                      | -                            | -                    | 44     | -             | «Out Of Control»    |
| 2008 | «Wild» («Боль»)                          | 11    | 39                     | 44                           | 36                   | 15     | 124           | «Out Of Control»    |
| 2009 | «Никто, как ты»                          | 8     | 16                     | 38                           | 18                   | -      | 47            | «Во мне моя любовь» |
| 2009 | «По дороге любви» («Back To Love»)       | 162   | -                      | -                            | -                    | -      | -             | «Во мне моя любовь» |
| 2009 | «Меняемся игрушками»                     | 20    | 27                     | 25                           | 76                   | -      | 172           | «Во мне моя любовь» |
| 2009 | «Капелькою»                              | 7     | 7                      | 10                           | 2                    | 5      | 13            | «Во мне моя любовь» |
| 2010 | «Птица-разлука»                          | 21    | 18                     | 15                           | 5                    | -      | 109           | «Во мне моя любовь» |
| 2011 | «Жди меня»                               | 41    | 57                     | 32                           | -                    | -      | 148           | «По серпантину»     |
| 2011 | «Подруга»                                | 84    | -                      | -                            | -                    | -      | -             | «По серпантину»     |
| 2011 | «Сохранив любовь» (feat. Николай Басков) | 27    | 37                     | 16                           | 25                   | 29     | -             | «По серпантину»     |
| 2012 | «Я тебя отпустила»                       | 36    | 32                     | 32                           | -                    | -      | -             | «По серпантину»     |
| 2012 | «По серпантину»                          | 28    | 61                     | 23                           | 27                   | 48     | -             | «По серпантину»     |
| 2013 | «Я буду ждать тебя»                      | 33    | 37                     | 92                           | -                    | 144    |               | «По серпантину»     |
| 2013 | «Не теряй меня» (feat. Валерий Меладзе)  | 28    | 52                     | 86                           | 26                   | 6      | -             | «По серпантину»     |
| 2013 | «Мы боимся любить»                       | 15    | 32                     | 43                           | -                    | -      | 109           | «Это время любви»   |
| 2014 | «Мой любимый»                            | 30    | 38                     | 90                           | -                    | -      | 154           | «Это время любви»   |
| 2014 | «Сердце из стекла» (feat. Руслан Алехно) | 100   | -                      | -                            | -                    | -      | -             | «Это время любви»   |
| 2014 | «Это время любви»                        | 32    | 27                     | 58                           | -                    | -      | 114           | «Океаны»            |
| 2015 | «Ты моя» (feat. Анна Шульгина)           | 37    | 79                     | -                            | -                    | -      | -             | «Океаны»            |
| 2015 | «Сильные женщины»                        | 54    | 108                    | -                            | -                    | -      | -             | «Океаны»            |
| 2016 | «Океаны»                                 | 98    | -                      | -                            | -                    | -      | -             | «Океаны»            |

«—» песня отсутствовала в чарте

## Видеоклипы
| Год  | Название                                                | Режиссёр                                         |
| ---- | ------------------------------------------------------- | ------------------------------------------------ |
| 1993 | «Stay with Me»                                          | Неизвестно                                       |
| 1993 | «The Taiga Symphony»                                    | Неизвестно                                       |
| 1994 | «Отцвели хризантемы»                                    | Неизвестно                                       |
| 1994 | «Цветы»                                                 | Армен Петросян                                   |
| 1994 | «Как хороши те очи»                                     | Неизвестно                                       |
| 1994 | «Не позабудь былые увлеченья»                           | Неизвестно                                       |
| 1994 | «Только раз бывает в жизни встреча»                     | Неизвестно                                       |
| 1994 | «Merry Christmas to the World»                          | Неизвестно                                       |
| 1995 | «Моя Москва»                                            | Неизвестно                                       |
| 1995 | «Самолёт»                                               | Армен Петросян                                   |
| 1995 | «С добрым утром!»                                       | Неизвестно                                       |
| 1995 | «Москва слезам не верит                                 | Неизвестно                                       |
| 1997 | „The Taiga Symphony & Stay with Me“                     | Неизвестно                                       |
| 1997 | „Familiya & Anna“                                       | Неизвестно                                       |
| 1997 | „Ночь нежна“                                            | Армен Петросян                                   |
| 1997 | „Пополам“                                               | Неизвестно                                       |
| 1997 | „Жаль“                                                  | Неизвестно                                       |
| 1999 | „Ты где-то там“                                         | Неизвестно                                       |
| 2000 | „Рига — Москва“                                         | Неизвестно                                       |
| 2000 | „Не обижай меня“                                        | Неизвестно                                       |
| 2000 | „Метелица“                                              | Неизвестно                                       |
| 2001 | „Таю“                                                   | Неизвестно                                       |
| 2001 | „Больше чем жизнь“                                      | Неизвестно                                       |
| 2001 | „Мальчики не плачут“                                    | Неизвестно                                       |
| 2001 | „Не обманывай“                                          | Неизвестно                                       |
| 2003 | „Часики“                                                | Неизвестно                                       |
| 2003 | „Была любовь“                                           | Неизвестно                                       |
| 2004 | „Радуга-дуга“                                           | Неизвестно                                       |
| 2005 | „Маленький самолёт“                                     |                                                  |
| 2006 | „Расставание“ (Совместно со Стасом Пьеха)               | Фёдор Бондарчук                                  |
| 2006 | „Отпусти меня“                                          | Фёдор Бондарчук                                  |
| 2007 | „Break it all / Разрушить любовь“                       | Камель Уали                                      |
| 2008 | „Боль! / Wild!“                                         | Алан Бадоев                                      |
| 2008 | „The Party’s Over“                                      | Харви Б. Браун (Harvey B. Brown)                 |
| 2009 | „Back to Love / По дороге любви / Le Chemin de l’Amour“ | Джастин Керриган                                 |
| 2010 | „Капелькою“                                             | Александр Игудин                                 |
| 2011 | „Сохранив любовь“ (Совместно с Николаем Басковым)       | Виктор Дербенёв                                  |
| 2012 | „Я буду ждать тебя“                                     | Неизвестно                                       |
| 2013 | „Не теряй меня“ (Совместно с Валерием Меладзе)          | Алан Бадоев                                      |
| 2013 | „По серпантину“                                         | Александр Игудин                                 |
| 2013 | „Мы боимся любить“                                      | Александр Игудин                                 |
| 2014 | „Мой любимый“                                           | Марат Адельшин                                   |
| 2014 | „Сердце из стекла“ (Совместно с Русланом Алехно)        | Егор Кончаловский                                |
| 2014 | „Это время любви“                                       | Егор Кончаловский                                |
| 2015 | „Ты моя“ (Совместно с Анной Шульгиной)                  | Неизвестно                                       |
| 2015 | „Сильные женщины“                                       | Егор Кончаловский                                |
| 2015 | „Формула счастья“                                       | Алексей Веренчик                                 |
| 2016 | „Тело хочет любви“                                      | Алексей Голубев                                  |
| 2017 | „Океаны“                                                | Хиндрек Маасик                                   |
| 2017 | „Микроинфаркты“                                         | Катерина Инберг                                  |
| 2017 | „Свет моих глаз“                                        | Неизвестно                                       |
| 2017 | „Сердце разорвано“                                      | Алина Дианова                                    |
| 2017 | „Можно я побуду счастливой?“                            | Александр Игудин                                 |
| 2018 | „С такими, как ты“                                      | Оксана Рассказова                                |
| 2018 | „Ничего личного“                                        | Егор Кончаловский                                |
| 2018 | „Любовь и боль“                                         | Оксана Рассказова                                |
| 2018 | „Поставь эту песню ещё раз“                             | Мария Скобелева                                  |
| 2019 | „Верни мне надежду“                                     | Неизвестно                                       |
| 2019 | „Часики“ (Совместно с Егором Кридом)                    | Алексей Голубев                                  |
| 2019 | „Нет шанса“                                             | Оксана Рассказова                                |
| 2020 | „Тысячи историй“ (Совместно с Hаzимой)                  | Павел Худяков и Корнелия Поляк (Pavel Hoodyakov) |
| 2020 | „До предела“ (Совместно с Максимом Фадеевым)            | Иосиф Пригожин                                   |
| 2020 | „Пьяная“                                                | Неизвестно                                       |
| 2021 | «Возьми мою руку»                                       | Неизвестно                                       |
| 2021 | «Лето, вернись!» (Совместно с Игорем Николаевым)        | Александр Игудин                                 |
| 2022 | «Синица» (OST «Я хочу! Я буду!»)                        | Андрей Волгин                                    |

## Награды
Государственные награды и звания:
- Заслуженная артистка Российской Федерации (2005) — за заслуги в области искусства[95]
- Народная артистка Российской Федерации (2013) — за большие заслуги в области музыкального искусства[96]
- Орден Дружбы (2018) — за большие заслуги в развитии отечественной культуры и искусства, многолетнюю плодотворную деятельность[97]

Другие награды:
- Народная артистка Приднестровской Молдавской Республики (2016)[98]
- Народная артистка Чеченской Республики (2017)[3]
- Народная артистка Кабардино-Балкарской Республики (6 сентября 2018) — за большие заслуги в области музыкального искусства[4]

Музыкальные награды и премии:
Песня года:
- 1994 — за композицию «Обычные дела»
- 1995 — за композицию «Самолёт»
- 2000 — за композиции «Не обижай меня», «Рига — Москва», «Метелица»
- 2001 — за композицию «Таю», приз им. Клавдии Шульженко в номинации «певица года»
- 2003 — за композиции «Часики», «Была любовь»
- 2007 — за композицию «Мы вместе»
- 2008 — за композицию «Человек дождя»
- 2009 — за композицию «Никто как ты», приз им. Клавдии Шульженко в номинации «певица года»
- 2011 — за дуэт с Николаем Басковым «Сохранив любовь»
- 2012 — за композицию «Я тебя отпустила» (дуэт с Игорем Крутым)
- 2013 — за композицию «Не теряй меня» (дуэт с Валерий Меладзе)
- 2014 — за композицию «Время любви»
- 2015 — за композицию «Формула счастья»
- 2016 — за композицию «Океаны»
- 2017 — за композицию «Сердце разорвано»
- 2018 — за композицию «Любовь и боль»
- 2021 — за композицию «Теряю сознание»
- 2021 — за композицию «Лето вернись» (дуэт с Игорем Николаевым)

Золотой граммофон:
- 2000 — за песню «Рига — Москва»
- 2003 — за песню «Часики»
- 2004 — за песню «Чёрно-белый цвет»
- 2005 — за песню «Ты грустишь» (совместно с Стасом Пьехой)
- 2006 — за песню «Нежность моя»
- 2007 — за песню «Мы вместе»
- 2008 — за песню «Человек дождя»
- 2009 — за песню «Никто как ты»
- 2011 — за песню «Птица-разлука»
- 2014 — за песню «Мы боимся любить»
- 2015 — за песню «Рига — Москва»
- 2020 — за песню «До предела» (совместно с Максимом Фадеевым)

Премия Муз-ТВ:
- 2004 — в номинации «лучшая исполнительница»
- 2010 — в номинации «лучшая исполнительница»
- 2014 — в номинации «лучшее видео» (за клип с Валерием Меладзе «Не теряй меня»)
- 2015 — в номинации «лучшая исполнительница десятилетия»
- 2019 — в номинации «лучший дуэт» (дуэт с Егором Кридом «Часики»)[99]

Прочие:
- 1992 год:
  - Победа на телевизионном конкурсе «Утренняя звезда»
  - Победа на международном конкурсе «Братиславская лира»
  - Приз зрительских симпатий на конкурсе «Юрмала-92»
- 1993 год:
  - решением печатного органа Союза журналистов России Валерии присуждено звание «Человек года»
- 2000 год:
  - Награда «Стопудовый хит от Хит-FM» за песню «Метелица»
- 2001 год:
  - Премия российской музиндустрии звукозаписи «Рекордъ-2001» в номинации «Радиохит года» за песню «Рига — Москва». А чуть позже приз в номинации «Радиофаворит года» профессиональной национальной премии им. Попова в области радиовещания
- 2003 год:
  - По итогам 2003 года читатели еженедельника «7 Дней» назвали Валерию «самой популярной отечественной исполнительницей» и «самой красивой отечественной исполнительницей»
  - Лауреат конкурса «Деловые люди 2003»
- 2004 год:
  - Награда «MTV Россия» в номинации «лучшая исполнительница»
  - Премия российской индустрии звукозаписи «Рекордъ-2004» в номинации «Радиохит года» за песню «Часики»
- 2005 год:
  - Награда «MTV Россия» в номинации «лучшая песня» (за песню «Ты грустишь», исполненную совместно со Стасом Пьехой)
- 2007 год:
  - Премия российской индустрии звукозаписи «Рекордъ-2007» в номинации «Радиохит года» за песню «Нежность моя»
  - Лауреат национальной премии общественного признания достижений женщин «Олимпия» Российской Академии бизнеса и предпринимательства
- 2008 год:
  - Валерия официально вступила в должность Посла Доброй Воли Международной организации по вопросам миграции (МОМ) при ООН. Ей вручена медаль за заслуги в борьбе с торговлей людьми. Церемония прошла в штаб-квартире МОМ в Женеве
  - Лауреат национальной российской премии «Овация» в номинации «лучшая певица»
- 2009 год:
  - Победитель премии «Звуковая дорожка» по итогам 2008 года в номинациях: «Певица» и «Видео»
  - Вручена медаль «Во умножение дел благих»
- 2010 год:
  - Победитель премии «Звуковая дорожка» в номинации «певица года»
- 2012 год:
  - Лауреат народной премии «Звёзды Дорожного Радио»
  - Лауреат премии «Звуковая дорожка»
  - Лауреат премии телеканала «RU.TV» в номинации «лучший дуэт» за песню «Сохранив любовь» с Николаем Басковым
- 2014 год:
  - Лауреат народной премии "Звёзды «Дорожного радио»
- 2015 год:
  - Лауреат «премии MusicBox» в номинации «лучший дуэт» за песню «Ты моя» (дуэт с Анной Шульгиной)
  - Лауреат Первой Российской Национальной Музыкальной премии, за песню «Я тебя отпустила»
  - Лауреат народной премии «Звёзды Дорожного радио»
  - За большой вклад в развитие культуры и за достижения в социальной сфере присуждён международный титул «Посол панды». Торжественная церемония состоялась 28 апреля в Чэнду, — в крупнейшем заповеднике и научно-исследовательской базе по разведению гигантских панд
- 2016 год:
  - Лауреат народной премии «Звёзды Дорожного радио»
  - Премия «Fashion Summer Awards» — «самая стильная певица»
  - Премия «Fashion People Awards» — «артист года»
- 2017 год:
  - Реальная премия «MusicBox» — «дуэт года» — Валерия и Кристина Орбакайте — «Любовь не продается»
  - Лауреат премии «Шансон года» за дуэт Валерии с Алексеем Глызиным — «Он и она»
- 2018 год:
  - Вторая музыкальная премия «ЖАРА Music Awards» — победа в номинации «коллаборация года» (с Егором Кридом за песню «Часики»)[100]
  - Российская национальная музыкальная премия «Виктория» — победа в номинации «концерт года» (шоу «К солнцу»)[101]

## Книги
- 2006 — «И жизнь, и слёзы, и любовь» (автобиография). М., Азбука-классика. — ISBN 5-91181-135-9
- 2011 — «Йога с Валерией». М., Эксмо. — ISBN 978-5-699-44085-6
- 2016 — Ярошевский Л. «Валерия. „Паровоз“ из Аткарска». Мультимедийное издательство Стрельбицкого. — ISBN 978-5-04-032987-8

## Фильмография
- Старые песни о главном 2 (1997) — Лера, водитель троллейбуса
- Старые песни о главном 3 (1998) — Паша Строганова
- Старые песни о главном. Постскриптум (2001) — камео
- Первый скорый (2006) — камео
- Первый дома (2007) — камео
- Золотой ключик (2009) — певица с гастролями
- Я хочу! Я буду! (2023) — камео

Фильмы о Валерии:
- «Была любовь» — многосерийный телевизионный фильм, снимался по книге певицы «И жизнь, и слёзы, и любовь»[102] (16 серий, 2010)[103][104].

Документальные фильмы
- «Валерия. „Глаза цвета неба — документальный фильм“»[105] («Первый канал», 2001)

- «Валерия и Иосиф Пригожин. „Свадебный переполох“» («Первый канал», 2013)[106][107]
- «Валерия. „От разлуки до любви“» («Первый канал», 2014)[108][109]
- «Валерия. „Там, где живёт любовь“» («Мир», 2018)[110]
- «Валерия. „Не бойся быть счастливой“» («Первый канал», 2018)[111][112]